# Juventudes Regionalistas de Cantabria
Juventudes Regionalistas de Cantabria (JRC) es la organización juvenil del Partido Regionalista de Cantabria (PRC), un partido político español cuyo ámbito de actuación es la comunidad autónoma de Cantabria.
Pertenecen a ella los militantes del PRC de entre 16 y 30 años. Fue fundada en 1986 y cuenta, según declara, con unos 900 militantes.
Su actual secretario general es Luis Javier Casas, sucediendo en el cargo a Íñigo Claramunt González. Desde su creación, ha habido otros siete secretarios generales más: Ángel Sáinz, Federico Díaz, Fernando Capracci, Joaquín Incera, Pedro Diego, Ulises Díaz, Jorge Puente Diéguez y Jairo Ceballos Marañón.